# Jos Van Looy (politicus)
Jos Van Looy (Retie, 30 maart 1922 - Turnhout, 31 maart 2012) was een Belgische politicus voor de CVP.

## Biografie
Van Looy volgde sociale studies. Hij ging werken bij de Christelijke Mutualiteit.
Hij werd in Retie actief in de gemeentepolitiek en werd er na de gemeenteraadsverkiezingen 1958 gemeenteraadslid. Na de verkiezingen van 1964 werd hij burgemeester. Hij bleef drie legislaturen burgemeester, tot 1982. Hij werd door zijn partijgenoot August Adriaensen opgevolgd.
Van Looy overleed op 31 maart 2012 in het AZ Turnhout, op de campus Sint-Jozef.